# 독일의 빵
이 문서는 독일의 빵(독일어: Deutsches brot)에 대해 다룬다.

## 기원
빵은 이미 이집트 시대부터 존재했다고 역사적 문헌에 나온다. 독일에서도 기원전부터 빵을 구워먹었으며, 당시 빵의 기본성분이었던 밀가루나 거칠게 빻은 밀, 물, 이스트 및 소금은 오늘날에도 크게 변함이 없다. 독일, 특히 독일 북부에서는 일찍이 밀가루를 호밀가루와 섞어서 사용했던 것이 전형적인 독일빵의 토대가 되었다. 오늘날 독일빵의 2/3 이상이 호밀을 재료로 사용하고 있다.
옛 독일에서는 각 가정이 개인 오븐을 사용할 여유가 없어 마을에 공동 오븐이 있었다. 주로 1주일에 한 번 마을 아낙네들은 집에서 만든 반죽을 들고 공동 오븐에서 구워낸 것이다. 물론, 단지 빵만 만드는 곳은 아니었다. 마을 오븐은 아낙들이 남편 흉도 보면서 수다를 떠는 만남의 장소였고, 마을마다 돌아다니며 전설과 화젯거리를 전하는 이야기꾼의 무대이기도 했다. 그러나 제2차 세계대전 후, 기적적인 경제 발전으로 마을의 오븐은 점차 그 의미를 잃었다.

## 종류
다음은 독일 빵의 종류이다.

### 재료
독일 빵의 주재료에는 밀(Weizen), 호밀(Roggen), 오트(Hafer), 보리(Gerste), 옥수수(Mais), 쌀(Reis), 기장(Hirse) 등이 있다. 사용하는 곡물(주로 소맥분, 호밀가루)의 배합 비율에 따라 독일 빵을 분류할 수 있다.

#### 소맥빵(Weizenbrot)
소맥분 100%를 사용하거나 여기에 호밀가루 10% 이내를 첨가하여 만든 흰밀가루빵(Weißbrot)을 말한다.

##### 저배합빵
소맥분과 물, 이스트, 소금 등만 사용하여 구운 빵이다.

##### 유지와 설탕이 들어간 빵
Berliner(발효반죽을 기름에 튀긴 도넛), Hefezopf(버터, 계란, 설탕, 우유를 넣어 가닥 꼬기를 한 빵), Rosinenkuchen(우유와 건포도가 들어간 서독의 과자빵), Brötchen(독일인들이 보통 아침식사용으로 즐겨먹는 빵), Kaisersemmel(남부독일의 소형빵)

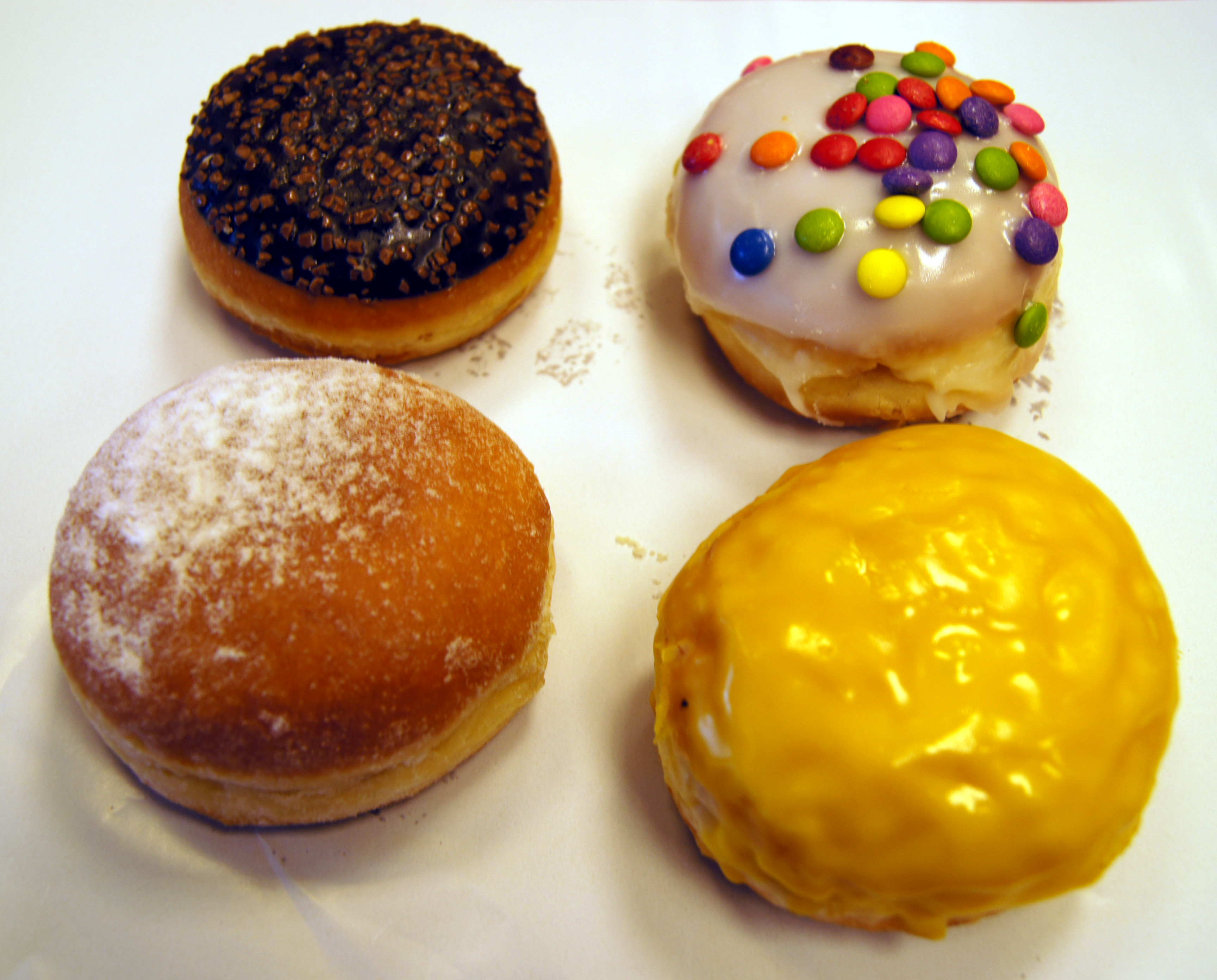
Berliner
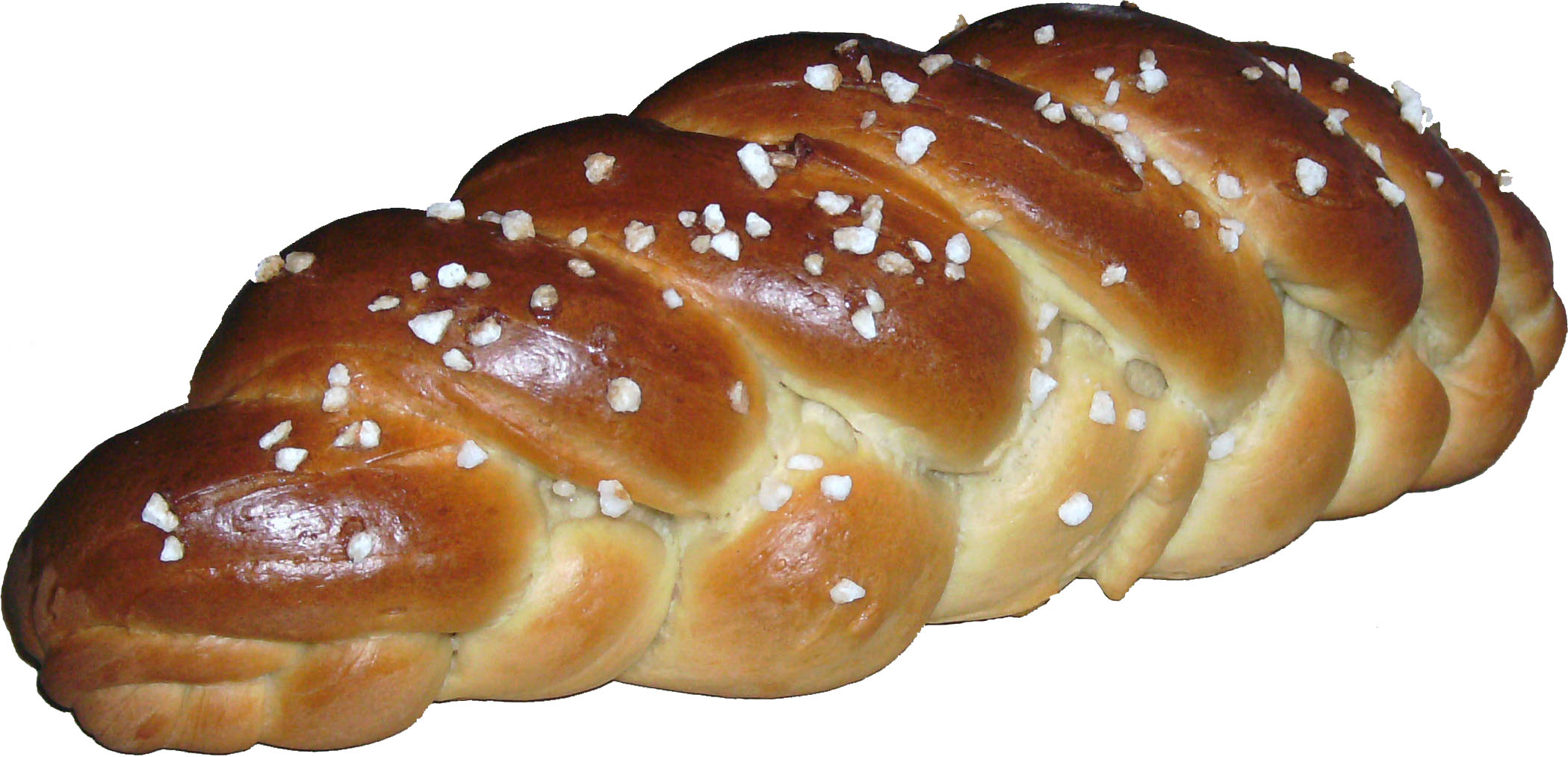
Hefezopf
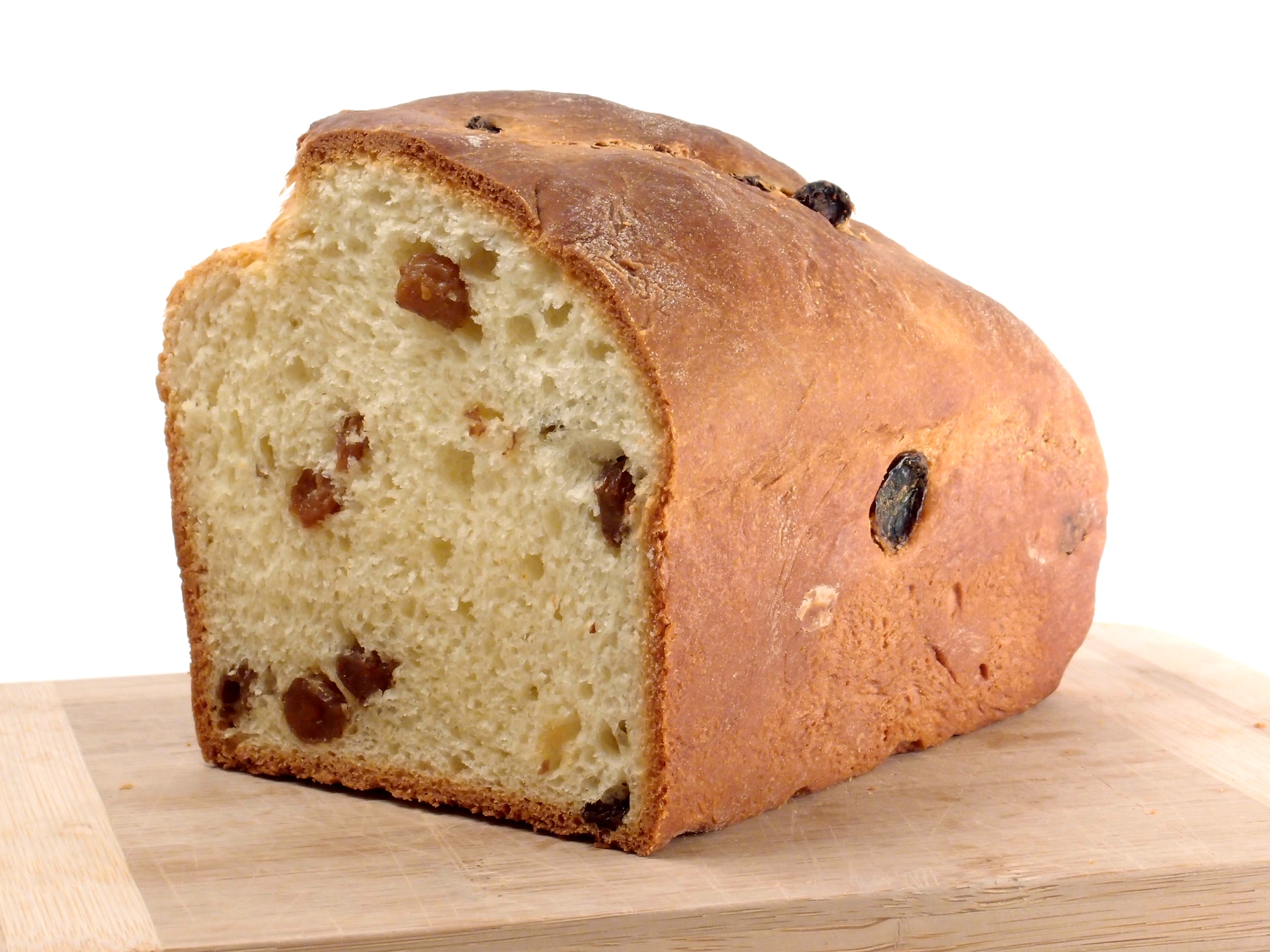
Rosinenkuchen
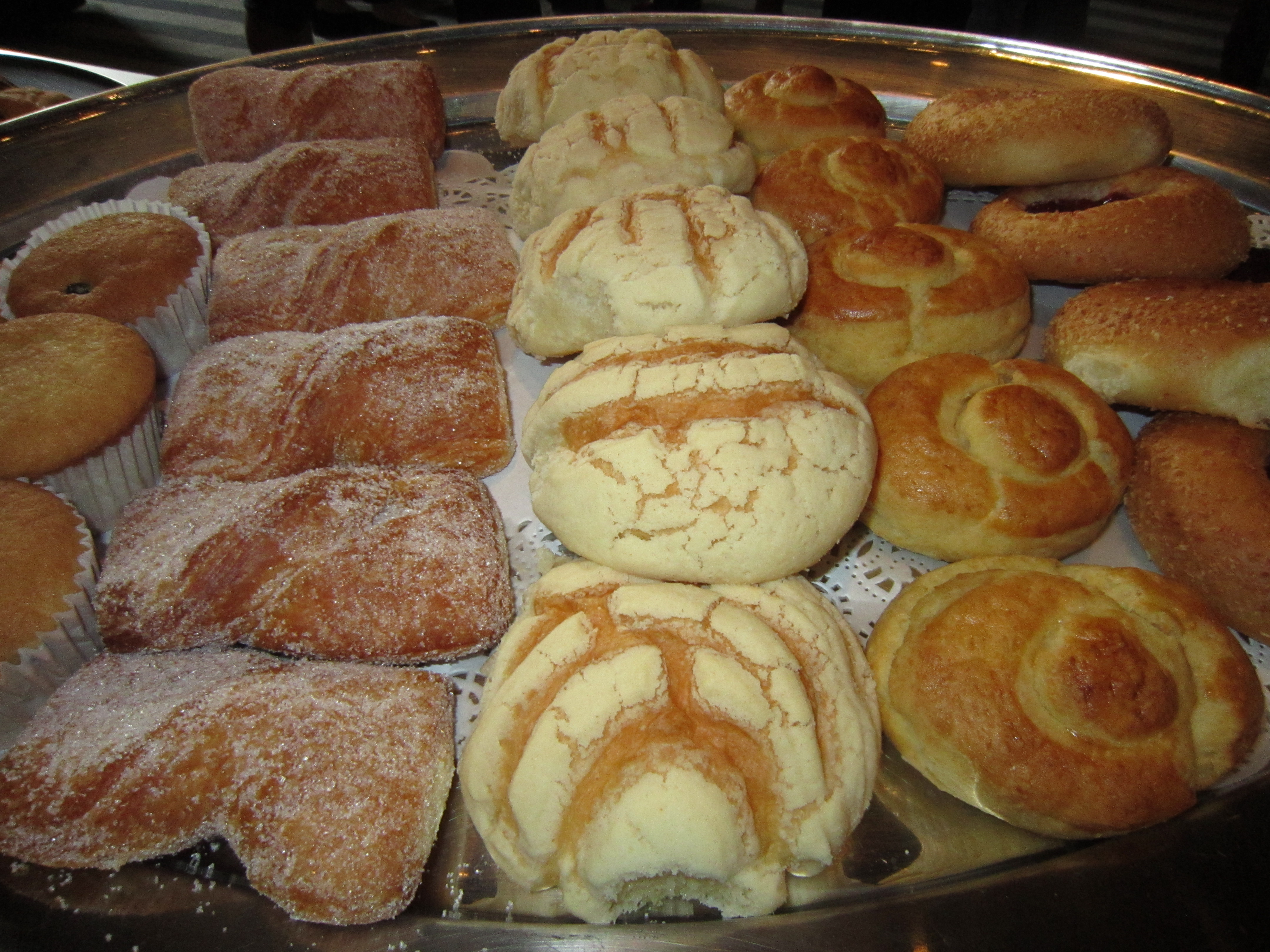
Brötchen
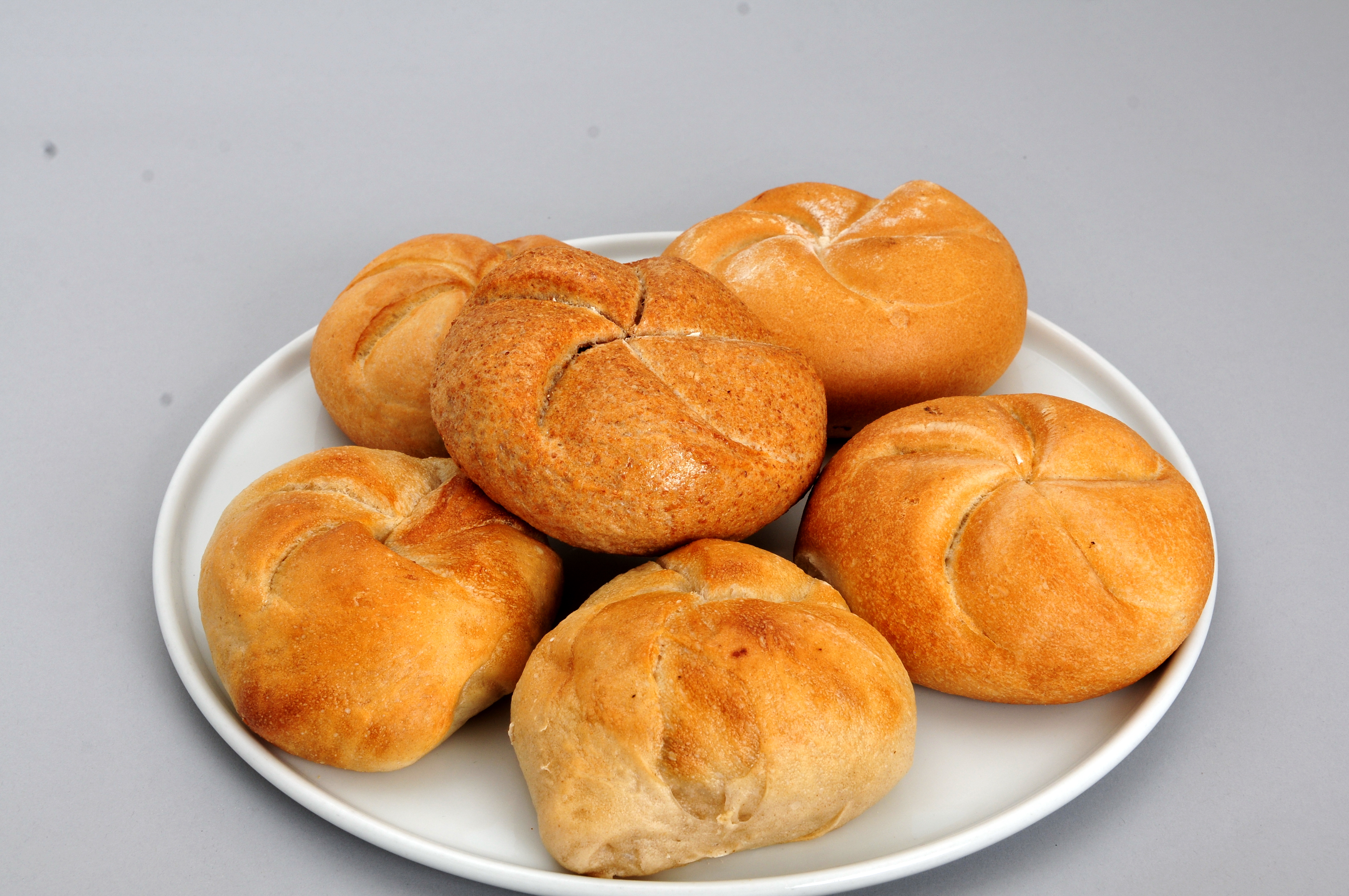
Kaisersemmel

##### 틀을 사용한 빵
Toastbrot라 불리는 식빵모양으로 구운 식사빵이 있다.

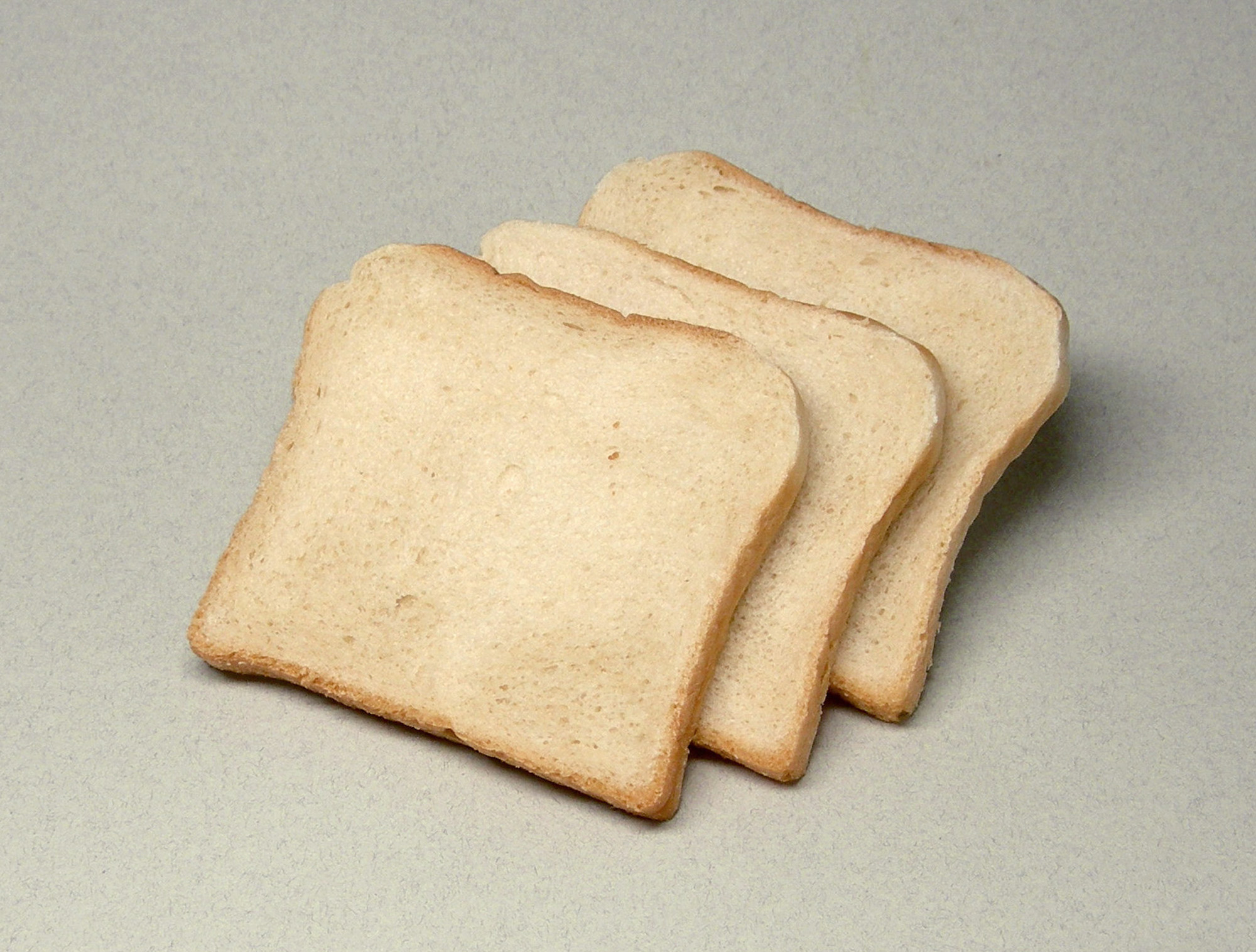
Toastbrot

#### 소맥혼합빵(Weizenmischbrot)
소맥분 55~90%와 호밀가루 45~10%를 사용하여 만든 빵이며 소비량이 가장 많다.

##### Bauernbrot
밀가루 80%, 호밀 20%를 혼합하여 만든 빵. 농가의 빵이라는 의미를 지닌다.

##### Buttermilchbrot
가루대비 15%의 우락유를 넣어 만든 빵을 일컫는다.

##### Sonnenblumentbrot
가루대비 8% 정도의 해바라기씨를 넣어 만든 빵이다.

#### 혼합빵(Mischbrot)
소맥분과 호밀가루의 사용 비율이 50:50인 빵

#### 호밀혼합빵(Roggenmischbrot)
소맥분 10~45%, 호밀가루 55~90%

#### 호밀빵(Roggenbrot)
호밀가루 100% 또는 소맥분 10% 이내

#### 거친 가루로 만든 빵(Schrotbrot)
거칠게 간 소맥분 또는 호밀가루로 만든 빵. 거칠게 간 소맥분빵은 Grahambrot라고도 함.

#### 통밀빵(Vollkornbrot)
통밀을 100% 사용한 빵

#### 펌퍼니켈(Pumpernickel)
거칠게 간 호밀가루 100%로 증기로 구운 빵.

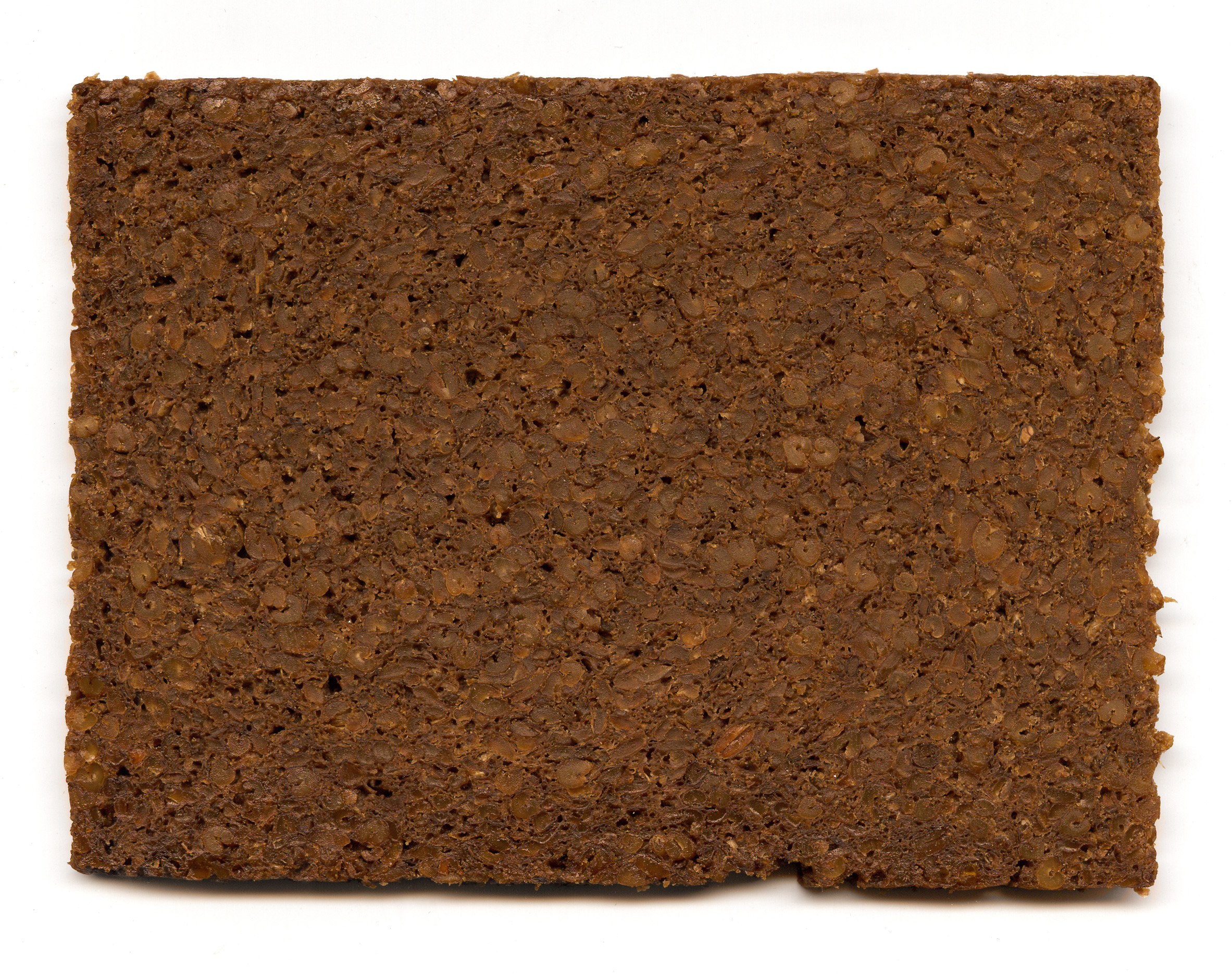
Pumpernickel

#### 특수빵(Spezialbrot)
특수 제분한 가루를 넣거나 특수한 방법으로 만들었거나 특수 첨가물 등을 넣어 만든 빵. - Dinkelbrot: 고대밀 스펠트밀가루로 만든 빵. 밀가루 알레르기가 없고 소화가 용이. 단백질, 미네랄, 비타민 풍부

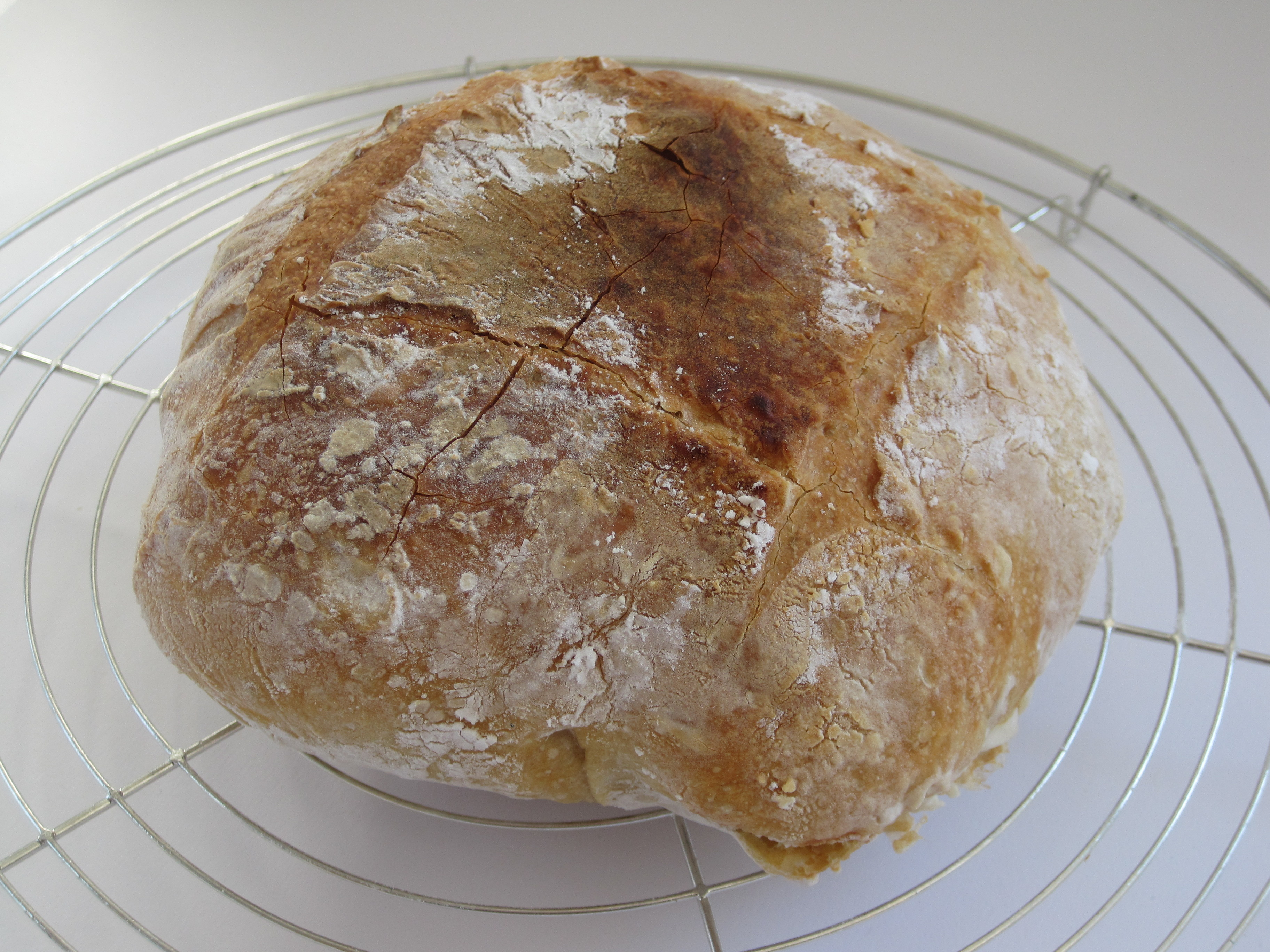
Dinkelbrot

### 지역
어떤 빵을 먹느냐는 상당 부분 가정의 식성에 영향을 받지만, 일반적으로 남부쪽으로 갈수록 소맥분이, 북부쪽으로 갈수록 호밀가루가 많이 사용된다.
그에 따라 북쪽 지역과 서쪽 지역은 호밀빵을 많이 먹고, 남쪽 지역은 이탈리아만큼은 아니지만 소맥빵을 많이 먹는다.
통밀빵은 전체적으로 고른 분포를 보이지만 Hamburg 지방에서 유독 많이 먹는다.(2014년 12월 기준)

### 방법[9]

#### 아침
독일인들은 아침에 브뢰헨(Broetchen)이라고 하는 작은 빵을 즐겨 먹는다. 독일에서는 이른 아침부터 갓 구워낸 이 브뢰헨을 사기 위해 많은 사람들이 빵집 앞에서 기다리는 모습을 볼 수 있다. 브뢰헨은 빵을 의미하는 독일어 단어 'Brot'에 축소형 후철 '-chen'이 붙어서 말 그대로 '작은 빵'이라는 뜻이고, 보통은 무게 250g 이상의 큰 빵은 Brot, 250g 이하의 가벼운 빵을 브뢰헨이라고 한다. 브뢰헨은 독일 사람들이 가장 애호하는 빵으로써, 독일 내에서 그 종류만도 무려 1200여 가지에 달하고 달걀과 버터를 넣지 않은 저배합 반죽으로 구운 담백한 발효빵으로써 자신의 기호에 맞게 버터나 햄, 햄이나 소시지등과 함께 아침식사로서 많이 먹는다. 이 브뢰헨은 겉은 약간 두껍고 단단하지만 속은 부드러운데 그래서 어떤 저자는 마치 딱딱하고 무뚝뚝해 보이지만, 한 번 친해지면 굉장히 친절하고 부드러운 독일 사람의 성격에 비유하기도 했다.

#### 휴식시간
대개 직장에서 일을 시작한 경우든 학교에서 수업과 수업의 중간에 하게 되는 휴식 시간이든 열시 즈음에 바로 이 그로쎄 파우제 시간을 가지게 되는데, 이때 대부분 'Pausenbrot(파우젠 브로트)'라고 하는 간식을 먹게 된다. '파우젠 브로트'를 말 그대로 번역해 놓으면 '휴식 빵'이다. 즉 휴식시간에 먹는 빵이라는 의미이다.
학교는 "그로쎄 파우제"라는 휴식 시간이 정해져 있는 반면, 일터에서는 따로 정해놓은 시간은 없다. 대충 열시 즈음해서 관공서나 사무실을 찾게 되면 한 손에는 마실 거리를, 또 다른 한 손에는 간식으로 마련된 빵을 들고 있거나, 입안에 빵을 우물거리면서 업무를 보는 사람을 어렵지 않게 볼 수 있다.
학생들도 그로쎄 파우제가 되면 간단하게 먹을 수 있는 샌드위치 같은 빵이나 간식거리를 가지고 건물 밖으로 나와 삼삼오오 모여서 먹는 모습을 볼 수 있다.

#### 점심
"아침은 황제처럼 먹고, 점심은 왕처럼 먹고, 저녁은 거지처럼 먹어라."라는 독일의 옛말이 말해주듯이 독일인들은 하루 중 점심을 가장 든든하게 먹는다. 점심에는 따뜻한 음식, "Warmes essen(바르메쓰 에쎈)"이라고 하여 불을 이용하여 만든 요리를 먹는다.

#### 늦은 오후
독일인들은 점심을 먹고 나서 오후 4~5시쯤 "Kaffee und Kuchen"이라는, 미국과 영국의"Coffee break"나 "Tea time"정도에 해당하는 시간을 가진다. 이때 커피나 차와 함께 독일식 케이크인 쿠헨(Kuchen)을 먹는데, 여기엔 과일, 초콜릿, 크림 등이 켜켜이 얹혀져 있어 독일인들에게 '비만의 주범으로 꼽히고 있기도 하다.

#### 저녁
독일어로 "조금 전에 저녁을 먹었다"는 뜻의 문장은 "Ich habe vorhin mein Abendbrot (zu Abend) gegessen."이라고 한다. 여기서 볼 수 있듯이, 저녁을 Abend와 빵을 뜻하는 brot를 합해 "Abend Brot(저녁 빵)를 먹는다"는 말이 일상적으로 "저녁식사를 한다"는 뜻으로서 사용되고 있다.
우리가 마치 식사라는 말 대신에 "아침밥을 먹는다"는 말을 일상적으로 사용하는 것과 비슷하다고 할 수 있겠다. 저녁에는 차가운 음식, 즉 "Kaltes essen(칼테스 에쎈)"을 먹는데 빵과 소시지, 햄, 치즈 등의 찬 음식을 곁들여서 먹는다.

## 독일의 빵집과 빵공장
독일에는 손으로 제품을 만드는 빵집이 5만 개 정도 있고 대형공장도 500여 개 정도 된다. 이곳에서 빵과 롤빵을 만들고 있다. 손으로 만드는 빵집이 밀가루 소비량의 2/3 정도를 제조한다. 오랫동안 빵을 만들어 오던 공장에서는 롤이나 빵뿐만 아니라 식품재료를 슬라이스하여 포장한 빵도 팔게 되었다. 손으로 만드는 빵집에서는 샌드위치도 팔았는데 소비자는 여러 가지 빵 중에서 2, 3장을 선택하여 조합할 수 있게 되었다. 손으로 만드는 빵집과 공장의 빵 가격의 차이는 2:1정도이다. 손으로 만드는 빵집의 가격이 비싼 이유는 신선함, 품질, 서비스, 종류, 평판에 있어 공장의 빵보다 우월하기 때문이다. 아주 작은 빵집은 줄어들고 중간 크기의 빵집이 늘어나서 전 생산량은 거의 비슷한 편이다. 대형의 공장에서는 품질이 좋은 빵을 다량 생산하는데 배송가격이나 식품점, 슈퍼마켓에서의 진열가격, 보관성 등의 문제가 생겨나고 있다.

## 독일 빵의 소비
독일에서는 곡물생산량은 증가하고 밀가루 소비량은 감소하고 있는 추세이다. 1일당 빵과 롤빵의 소비량은 약 201g 정도이고 그 중 154g은 가정에서 소비되었다. 가정에서보다는 레스토랑, 카페테리아, 병원, 학교 등에서 밀가루를 혼합한 빵을 먹고 있다. 가정에서 먹는 빵의 주 비율은 호밀 또는 호밀 혼합 빵 25.4%, 밀과 호밀 혼합빵 23.0%, 굵은 전립분빵 16.0%, 밀롤 11%, 밀혼합빵 10.6%이다. 밀로 만든 흰 빵은 전체의 5.5%에 지나지 않는다. 빵이나 롤의 소비량은 30~39세의 소비자가 가장 많다. 소비자의 36.9%가 1주일에 1회 식품을 사러 점포에 가고, 48.2%의 사람들은 매주 적게는 1번 정도 빵과 롤을 사러 간다.
이상적인 빵의 기준으로 소비자의 39%는 충분히 구워지고 껍질이 좋은 것을 꼽고, 23%는 좋은 품질과 완전히 숙성된 맛을, 17%는 신선함을 우선시하는 것으로 나타났다. 이러한 좋은 빵의 기준에 부합하는 빵으로 소비자의 27%는 혼합빵을, 23%는 전립분 빵을, 22%는 갈색빵, 21%는 흑빵을 꼽았다.